# Управљач
Управљач, или колоквијално волан фр. volant је део управљачког система моторних возила.
Управљачи се користе за управљање у модерним друмским возилима - аутомобилима, лаким и тешким камионима. Управљач је најчешће кружног облика и део је управљачког система којим манипулише возач, а остатак управљачког система реагује у зависности од деловања возача преко управљача. Управљач може бити механички који остварује директну механичку везу са управљачким точковима и серво, односно електрични, који користи хидрауличну или електромоторну силу да смањи отпор управљачког система и олакша возачу процес управљања.